# (10803) Caléyo
(10803) Caléyo – planetoida z grupy pasa głównego asteroid okrążająca Słońce w ciągu 4 lat i 95 dni w średniej odległości 2,63 j.a. Została odkryta 21 października 1992 roku w obserwatorium w Geisei przez Tsutomu Sekiego. Nazwa planetoidy pochodzi od Jose M. Caléyo (ur. 1938), kompozytora jazzowego mieszkającego w Hawanie. Przed nadaniem nazwy planetoida nosiła oznaczenie tymczasowe (10803) 1992 UK9. Do 13 listopada 2008 planetoida nosiła błędną nazwę „(10803) Caréyo”.